# José Batista (político)
José Batista foi um funcionário público e político brasileiro.

## Biografia
Membro de família tradicional de São Borja, irmão do doutor Amaro, do capitão Felisberto, e de Álvaro e Homero Batista, José foi major e figura de destaque do Partido Republicano Rio-Grandense, ocupando várias posições oficiais. Em 1912 era inspetor agrícola estadual.
Nomeado pelo Governo do Estado vice-intendente de Caxias do Sul, em 11 de janeiro de 1915 assumiu a Intendência interinamente quando o intendente José Pena de Moraes pediu licença do cargo para tratamento de interesses. Atuando até 17 de abril de 1916, realizou uma quantidade de obras de infra-estrutura na sede urbana e na zona rural, calçando ruas, construindo pontes e abrindo estradas, e a imprensa da época o elogiou muitas vezes pela operosidade. Distinguiu-se também pelo apoio que deu ao ensino público e ao professorado, recebendo votos de louvor e agradecimentos. No relatório que apresentou ao Conselho Municipal ao fim do exercício de 1915 havia declarado: "Este importante ramo da administração muito merece e para ele tenho sempre a minha atenção voltada, porque penso que um povo culto compreende bem seus grandes deveres e as suas obrigações. Instruir, elevando o nível moral da comunhão é sem dúvida o mais palpitante cuidado que deve ter o administrador". Deu constante apoio institucional e engajou-se pessoalmente na organização Feira Agroindustrial de 1916, um dos eventos precursores da Festa da Uva.
Pouco depois de deixar suas funções em Caxias assumiu provisoriamente a Intendência de Triunfo, tomando posse em 22 de outubro de 1916. Em 24 de junho de 1917 foi aclamado candidato do partido para as eleições vindouras, sendo eleito em 9 de julho e empossado em 27 de agosto. A partir de dezembro de 1918 é citado apenas como inspetor agrícola do Ministério da Agricultura e adido da Inspetoria de Agricultura do Rio Grande do Sul. Em 1922 passou a ser funcionário da Inspetoria de Bancos. Foi casado com Aida Noronha. Seu nome batiza uma rua em Caxias.